# Rosa Kellner
Rosa Kellner (Múnich, Alemania, 21 de enero de 1910-ibídem, 13 de diciembre de 1984) fue una atleta alemana, especialista en la prueba de 4 x 100 m en la que llegó a ser medallista de bronce olímpica en 1928.

## Carrera deportiva
En los JJ. OO. de Ámsterdam 1928 ganó la medalla de bronce en los relevos 4 x 100 metros, con un tiempo de 49.0 segundos, llegando a meta tras Canadá que batió el récord del mundo con 48.4 segundos, y Estados Unidos (plata con 48.8 segundos), siendo sus compañeras de equipo: Anni Holdmann, Leni Junker y Leni Schmidt.